# Tour de Force (album Sonny’ego Rollinsa)
Tour de Force – album amerykańskiego saksofonisty jazzowego Sonny’ego Rollinsa, wydany po raz pierwszy w 1958 roku z numerem katalogowym PRLP 7126 nakładem Prestige Records.

## Powstanie
Materiał na płytę został zarejestrowany 7 grudnia 1956 roku przez Rudy’ego Van Geldera w należącym do niego studiu (Van Gelder Studio) w Hackensack w stanie New Jersey. Produkcją albumu zajął się Bob Weinstock.

## Lista utworów
Opracowano na podstawie materiału źródłowego.
Wydanie LP
Strona A
| Nr | Tytuł utworu | Muzyka        | Długość |
| -- | ------------ | ------------- | ------- |
| 1. | „Ee-Ah”      | Sonny Rollins | 6:53    |
| 2. | „B. Quick”   | Rollins       | 9:11    |
|    |              |               | 16:04   |

Strona B
| Nr | Tytuł utworu           | Muzyka                                      | Długość |
| -- | ---------------------- | ------------------------------------------- | ------- |
| 1. | „Two Different Worlds” | Al Frisch                                   | 7:37    |
| 2. | „B. Swift”             | Rollins                                     | 5:15    |
| 3. | „My Ideal”             | Newell Chase, Leo Robin, Richard A. Whiting | 4:21    |
|    |                        |                                             | 17:13   |

## Twórcy
Opracowano na podstawie materiału źródłowego.
Muzycy:
- Sonny Rollins – saksofon tenorowy
- Kenny Drew – fortepian
- George Morrow – kontrabas
- Max Roach – perkusja
- Earl Coleman – śpiew (B1, B3)

Produkcja:
- Bob Weinstock – produkcja muzyczna
- Rudy Van Gelder – inżynieria dźwięku
- Ira Gitler – liner notes